# AVS-36自動步槍
AVS-36（俄語：Автоматическая винтовка Симонова образца 1936 года）是苏联研製的一种自动步枪，在二战初期列装。它是一款早期的選射步枪（即可以選擇單發或連發）。此槍自1936年起開始少量地试装部队。

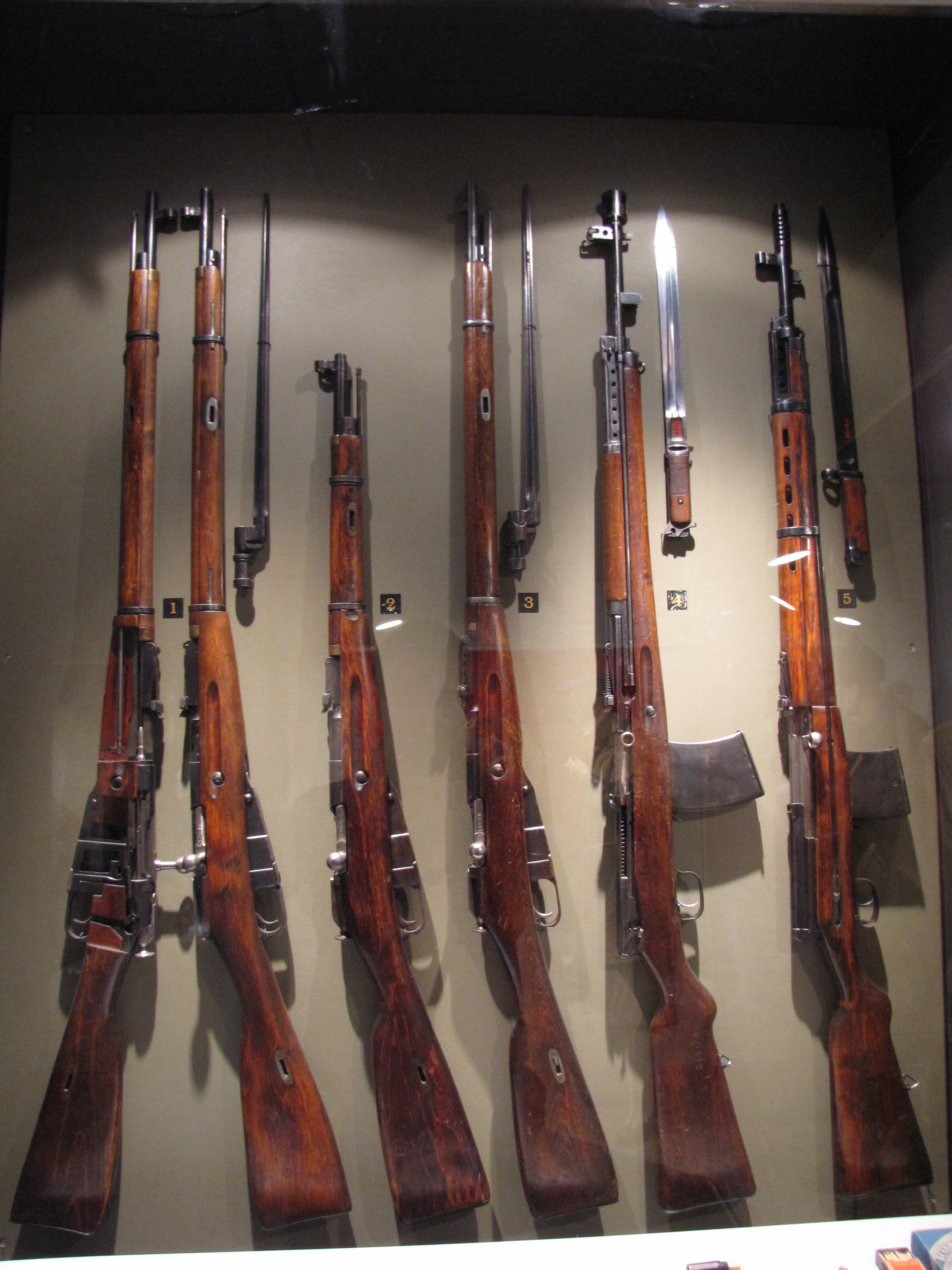
苏联红军二战步枪。从左到右:莫辛纳甘M/91-30, 莫辛纳甘M/38卡宾枪，莫辛纳甘M91龙步枪、AVS-36和SVT-40步枪

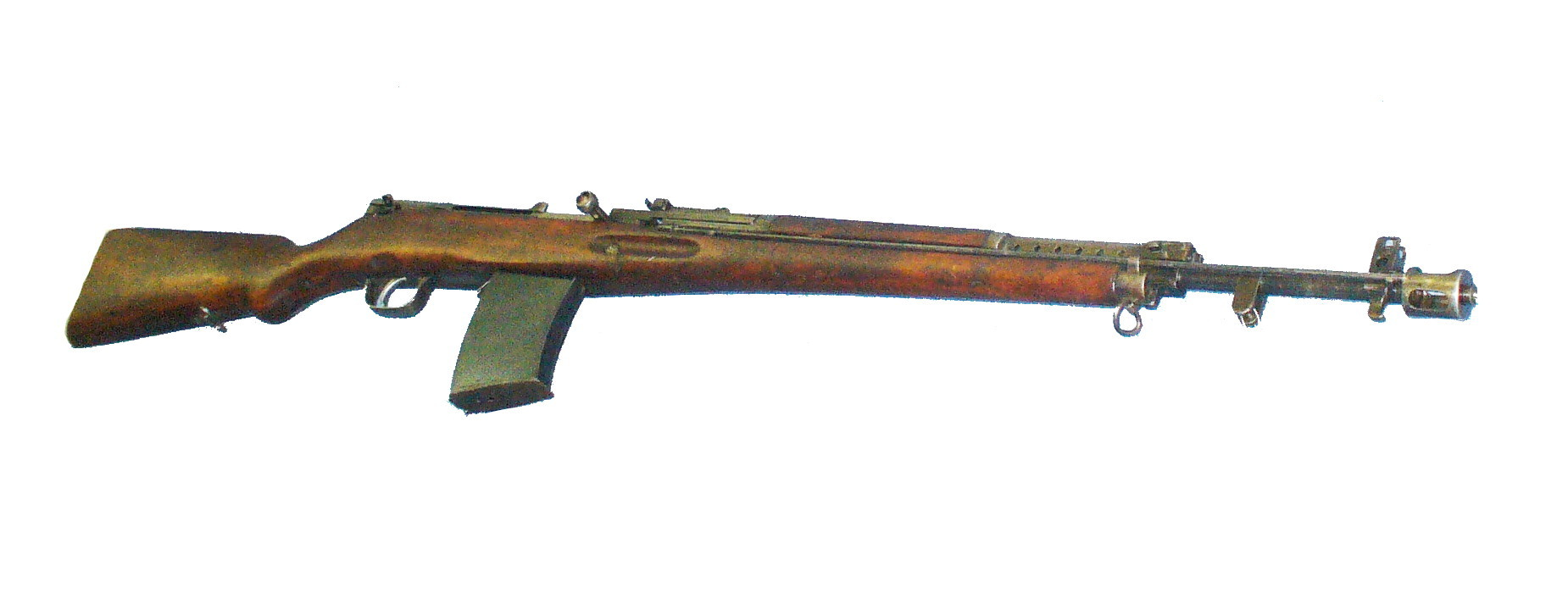
AVS-36和15发弹匣

## 歷史
AVS-36的设计师，谢尔盖·西蒙诺夫，在1930年开始试制气动式自动装填步枪。在1931年成功研制出第一个样品，经过3年的细微修改后，交予苏联军队实验。第二年，费德诺·托卡诺夫的样枪与西蒙诺夫的样枪進行了一場半自动军用步枪競選，結果由西蒙诺夫在这次競選中胜出，其步槍得以定型為AVS-36並成為苏联的新一代军用步枪。

## 設計
AVS-36是一款短行程導氣式活塞偏斜闭锁槍機的自动步枪，槍口處安裝有枪口制退器用以减轻后坐力。可拆卸的弹匣載彈15发，刺刀安裝在槍口及制退器下的卡榫中。另有一种带PE瞄准镜的狙击型被少量生产，在1938年10月於莫斯科舉行的‘独立日’閱兵中第一次露面。

## 採用
在正式投入服役之后，AVS-36很快就显露出太过复杂的問題，少量沙塵汙垢就會導致故障。AVS-36也对子弹发射药的品质要求严格；枪口制退器雖然能降低後座力，但在全自动射击时仍然几乎无法控制。另外此槍也存在著供彈問題，導致供弹障碍的主要原因是因弹匣的弹簧簧力不够而造成的。就以上的問題可見，AVS-36並非一種可靠的步槍，導致其在1938年停产。接下來在第二次制式步枪競選中，西蒙诺夫和托卡列夫都拿出了改进后的改进型步枪参选。相对来说，西蒙诺夫的步枪较轻，零件较少，而托卡列夫的步枪則较為坚固。在这次競選中，由托卡列夫的设计取勝（有一说是斯大林干涉了此事），托卡诺夫的步枪被命名為SVT-38並開始投產及列裝蘇軍。后来，西蒙诺夫设计了PTRS-41反坦克步枪和SKS半自动卡宾枪，而這兩種槍皆使用一种相对简单的偏移闭锁。從1936—1938年期間AVS-36總共生產了65,800枝（但有资料显示生產數量低于此）。

## 使用國
- 芬兰
- 德意志國
- 苏联

## 另見
- SVT-40
- 莫辛-納甘
- PPSH-41
- SKS
- PTRS-41
- TT-33
- AS-44

## 流行文化

### 電子遊戲
- 2021年—《應徵入伍》